# Смілтенський край
Смілте́нський край (латис. Smiltenes novads) — адміністративно-територіальна одиниця Латвійської Республіки. Розташований у північній частині країни, в історичному регіоні Ліфляндія. Адміністративний центр — Смілтене. Створений 2021 року. Площа — 1801,3 км². Населення — 18 155 осіб (2021). До складу краю входять 2 міста і 14 волостей.

## Історія
Край утворений 1 липня 2021 року шляхом об'єднання Смілтенського, Апського та Раунського країв, після адміністративно-територіальної реформи Латвії 2021 року.

## Адміністративний поділ
- 2 міста - Апе, Смілтене
- 14 волостей

## Населення
Національний склад краю за результатами перепису населення Латвії 2011 року.
| Національність | К-сть | % |
| -------------- | ----- | - |